# Partit d'Esquerra Liberal
Partit d'Esquerra Liberal (noruec Frisinnede Venstre) fou un partit polític de Noruega fundat el 1909 sota el lideratge del primer ministre Christian Michelsen com a escissió conservadora del Venstre.
El partit va mantenir una estreta col·laboració amb el Partit Conservador de Noruega, i entre d'altres, va formar part del govern Løvland, del govern Konow, del govern Bratlie, del primer i segon govern Bahr Halvorsen, del govern Berge i del govern Lykke. Tant Abraham Berge com Wollert Konow foren nomenats primer ministre de Noruega.
El partit va rebre 26 escons a les eleccions legislatives de Noruega de 1909, però els resultats anaren empitjorant amb els anys, i a les eleccions legislatives noruegues de 1933, en les que va competir com a Partit Popular Liberal (Frisinnede Folkeparti) només en va obtenir un. Hom explica aquests mals resultats a causa de la competència amb el Nasjonal Samling. A les eleccions de 1936 es va apropar al NS, però encara va obtenir pitjors resultats i no va obtenir cap escó. Després de la Segona Guerra Mundial es va dissoldre i la major part dels seus membres ingressaren al Partit Conservador.

## Resultats electorals
| Any  | Vots    | Vots     | Vots | Escons   | Escons | Govern             | Pos. |
| Any  | No.     | %        | ± pp | No.      | ±      | Govern             | Pos. |
| ---- | ------- | -------- | ---- | -------- | ------ | ------------------ | ---- |
| 1909 | 175,388 | 41.49 %1 | Nou  | 23 / 123 | Nou    | Coalició           | 3r   |
| 1912 | 162,074 | 33.15 %  | 8.34 | 4 / 123  | 19     | Coalició (1912–13) | 5è   |
| 1912 | 162,074 | 33.15 %  | 8.34 | 4 / 123  | 19     | Oposició (1913-15) | 5è   |
| 1915 | 179,028 | 28.98 %  | 4.17 | 1 / 123  | 3      | Oposició           | = 5è |
| 1918 | 201,325 | 30.39 %  | 1.41 | 10 / 126 | 9      | Oposició (1918–20) | 4t   |
| 1918 | 201,325 | 30.39 %  | 1.41 | 10 / 126 | 9      | Coalició (1920–21) | 4t   |
| 1921 | 301,372 | 33.31 %  | 2.92 | 15 / 150 | 5      | Oposició (1921–23) | 5è   |
| 1921 | 301,372 | 33.31 %  | 2.92 | 15 / 150 | 5      | Coalició (1923–24) | 5è   |
| 1924 | 316,846 | 32.53 %  | 0.78 | 11 / 150 | 4      | Oposició (1924–26) | = 5è |
| 1924 | 316,846 | 32.53 %  | 0.78 | 11 / 150 | 4      | Coalició (1926–27) | = 5è |
| 1927 | 254,530 | 25.47 %  | 7.06 | 2 / 150  | 9      | Coalició (1927–28) | 6è   |
| 1927 | 254,530 | 25.47 %  | 7.06 | 2 / 150  | 9      | Oposició (1928–30) | 6è   |
| 1930 | 358,734 | 30.02%2  | 4.55 | 5 / 150  | 3      | Oposició           | 5è   |
| 1933 | 272,690 | 21.84 %  | 7.5  | 1 / 150  | 4      | Oposició           | = 5è |
| 1936 | 329,560 | 1.3 %    | 0.8  | 0 / 150  | 1      | Extraparlamentari  | =    |